# 秋田市西部市民サービスセンター

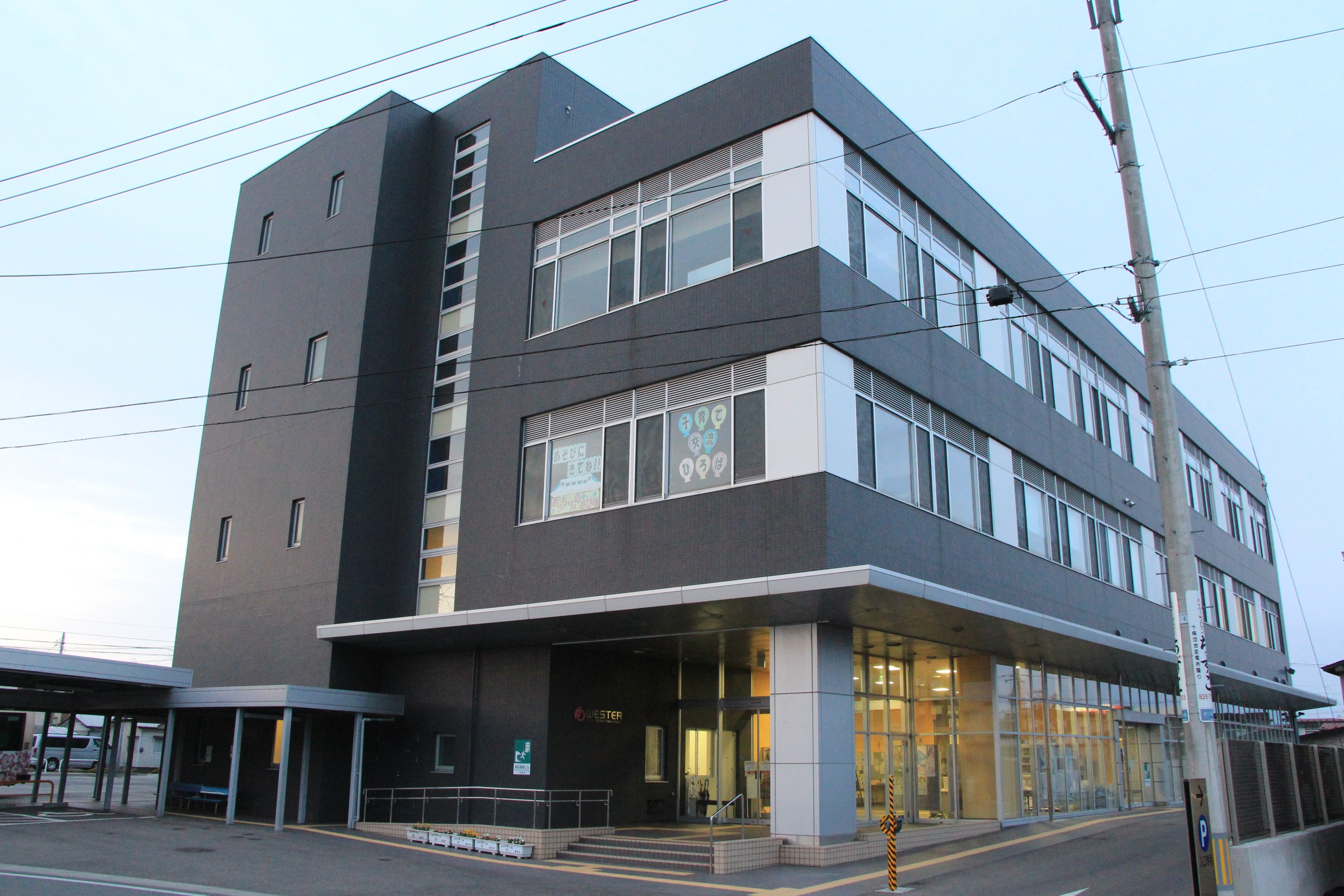
東側より

秋田市西部市民サービスセンター（あきたしせいぶしみんサービスセンター）は、秋田県秋田市新屋にある複合公共施設。愛称はウェスター。略称は、「西部SC」。

## 概要
西部公民館、新屋支所の老朽建て替えに合わせ、市役所の支所、公民館、コミュニティセンター等の機能を複合化した施設として2009年5月7日、秋田市交通局南営業所（後の同新屋案内所→秋田中央交通新屋案内所）跡地にオープンした。
このような市役所支所機能、公民館機能、子育て支援機能、地域防災機能、バス待合室機能等を複合化した市民サービスセンターは秋田市の都市内地域分権構想に基づき整備されたもので、市内7地域への整備構想の第1号となる。
2009年10月より、バス停留所名が従来の「新屋案内所」から、所在地の名称からとった「西部サービスセンター」に改称された。

## 周辺
- 新屋駅
- 秋田銀行新屋支店
- 秋田なまはげ農業協同組合新屋駅前支店
- 秋田中央警察署新屋交番
- ナイス新屋店
- 新屋駅前郵便局